# Список объектов всемирного наследия ЮНЕСКО в Республике Корея
В спи́ске объе́ктов Всеми́рного насле́дия ЮНЕ́СКО в Респу́блике Коре́я значится 15 наименований (на 2018 год), что составляет 1,0 % от общего числа (1248 на 2025 год).
13 объектов включены в список по культурным критериям, 2 объекта — по природным. 1 объект (пещерный храм Соккурам и храмовый комплекс Пульгукса) признан шедеврами человеческого созидательного гения (критерий i). 1 объект (вулканический остров Чеджудо с его лавовыми туннелями) признан природным феноменом или пространством исключительной природной красоты и эстетической важности (критерий vii).
Кроме этого, по состоянию на 2021 год, 12 объектов на территории государства находятся в числе кандидатов на включение в список всемирного наследия, в том числе 9 — по культурным и 3 — по природным критериям.
Республика Корея приняла Конвенцию об охране всемирного культурного и природного наследия 14 сентября 1988 года. Первый объект на территории Республики Корея был занесён в список в 1995 году на 19-й сессии Комитета всемирного наследия ЮНЕСКО.

## Список
В данной таблице объекты расположены в хронологическом порядке их добавления в список всемирного наследия ЮНЕСКО.
| #  | Изображение | Название | Местоположение | Время создания                         | Год внесения в список | №    | Критерии    |
| -- | ----------- | --- | --- | -------------------------------------- | --------------------- | ---- | ----------- |
| 1  |             | Монастырь Хэинса, Чангён-Пханджон (кор. 해인사?, 海印寺?) — хранилище деревянных табличек «Трипитака Кореана» (кор. 팔만 대장경?, 八萬大藏經? или кор. 고려 대장경?, 高麗大藏經?)                            | провинция Кёнсан-Намдо | 1237—1248 годы (тексты), XV век (храм) | 1995                  | 737  | iv, vi      |
| 2  |             | Святилище Чонмё кор. 종묘?, 宗廟? | город Сеул | 1601 год                               | 1995                  | 738  | iv          |
| 3  |             | Пещерный храм Соккурам (кор. 석굴암?, 石窟庵?) и храмовый комплекс Пульгукса (кор. 불국사?, 佛國寺?) | город Кёнджу, провинция Кёнсан-Пукто                                                                                            | 774 год                                | 1995                  | 736  | i, iv       |
| 4  |             | Дворцовый комплекс Чхандоккун кор. 창덕궁?, 昌德宮? | город Сеул | 1405—1412 годы                         | 1997                  | 816  | ii, iii, iv |
| 5  |             | Крепость Хвасон кор. 화성?, 華城? | город Сувон, провинция Кёнгидо                                                                                                  | 1794—1796 годы                         | 1997                  | 817  | ii, iii     |
| 6  |             | Мегалитические захоронения — дольмены около уездов Кочхан, Хвасун и Канхва кор. 고창 화순 강화지석묘군?, 高敞 和順 江華支石墓群?                                                                             | - уезд Кочхан, провинция Чолла-Пукто (6а) - уезд Хвасун, провинция Чолла-Намдо (6б) - уезд Канхва, город-метрополис Инчхон (6в) | VII—III века до н. э.                  | 2000                  | 977  | iii         |
| 7  |             | Исторические территории Кёнджу кор. 경주 역사유적 지구?, 慶州歷史遺蹟地區? | город Кёнджу, провинция Кёнсан-Пукто                                                                                            | VII—X века                             | 2000                  | 976  | ii, iii     |
| 8  |             | Вулканический остров Чеджудо с его лавовыми туннелями кор. 제주도 자연유산지구?, 濟州島自然遺産地區? | провинция Чеджудо | —                                      | 2007                  | 1264 | vii, viii   |
| 9  |             | Гробницы правителей династии Чосон (кор. 조선왕릉?, 朝鮮王陵?) | город Сеул; провинция Кёнгидо; провинция Канвондо                                                                               | XIV—XX века                            | 2009, 2013            | 1319 | iii, iv, vi |
| 10 |             | Этнографические деревни-музеи: Хахве (а) и Яндон (б) (кор. 안동하회마을?, 安東河回마을?) | город Андон, провинция Кёнсан-Пукто; город Кёнджу, провинция Кёнсан-Пукто                                                       | XVI век и XV век                       | 2010                  | 1324 | iii, iv     |
| 11 |             | Намхансансон (кор. 남한산성?, 南漢山城?) | провинция Кёнгидо | 672 год                                | 2014                  | 1439 | ii, iv      |
| 12 |             | Историческая область королевства Пэкче (кор. 백제역사유적지구): а) объекты в Конджу б) объекты в Пуё в) объекты в Иксан                                                                                      | провинции Чхунчхон-Намдо, Чолла-Пукто                                                                                           | I век до н. э. — VII век               | 2015                  | 1477 | ii, iii     |
| 13 |             | Санса — горные буддийские монастыри в Корее (кор. 산사 - 한국의 산지 승원): а) объект в Янсан б) объект в Андон в) объект в Йонджу г) объект в Сунчхон д) объект в Поын е) объект в Конджу ё) объект в Хэнам | провинции Кёнсан-Намдо, Кёнсан-Пукто, Чхунчхон-Намдо, Чхунчхон-Пукто, Чолла-Намдо                                               | VI век — VII век                       | 2018                  |      | ii, iii     |
| 14 |             | Совоны, корейские конфуцианские академии: а) Сосу б) Намкье в) Оксан г) Досан д) Пилам е) Додон ж) Бьёнсан з) Донам и) Мусон                                                                                 | Провинции Кёнсан-Пукто, Кёнсан-Намдо, Чолла-Намдо, Чхунчхон-Намдо, Чолла-Пукто, город Тэгу                                      | XVI—XVII века                          | 2019                  | 1498 | iii         |
| 15 |             | Гетбол, приливно-отливные равнины в Корее | уезды Кочхан, Пуан (провинция Чолла-Пукто) город Сунчхон, уезды Посон, Муан, Синан (провинция Чолла-Намдо)                      | —                                      | 2021                  | 1591 | x           |
| 16 |             | Могильные холмы племенного союза Кая | Провинции: Кёнсан-Намдо, Чолла-Пукто                                                                                            | III—VI века                            | 2023                  | 1666 | iii         |

## Предварительный список
В таблице объекты расположены в порядке их добавления в предварительный список.
| #  | Изображение | Название | Местоположение | Время создания | Год внесения в предварительный список | №    | Критерии           |
| -- | ----------- | --- | --- | -------------- | ------------------------------------- | ---- | ------------------ |
| 1  |             | Обжиговые печи Канджина (кор. 강진 도요지?, 康津陶窯址?)                                                                                                   | уезд Канджин, провинция Чолла-Намдо                                                                                             | X—XIV века     | 1994                                  | 385  | ii, iii, iv, v, vi |
| 2  |             | Национальный парк Сораксан (кор. 설악산천연보호구역?, 雪嶽山天然保護區域?)                                                                                 | провинция Канвондо | —              | 1994                                  | 386  | vii, x             |
| 3  |             | Места находок динозавров вдоль южного побережья Южной Кореи (кор. 남해안 일대 공룡화석지?, 南海岸一帶恐龍化石地?)                                          | уезды Хэнам (3а) и Посон (3б), город Йосу (3в), уезд Хвасун (3г) провинции Чолла-Намдо; уезд Косон (3д), провинции Кёнсан-Намдо | —              | 2002                                  | 1640 | viii, ix, x        |
| 4  |             | Солончаки | уезды Йонгван (5а), Синан (5б) провинции Чолла-Намдо                                                                            | —              | 2010                                  | 5484 | iii, v             |
| 5  |             | Петроглифы в Тэгок-ри | город Ульсан | —              | 2010                                  | 5486 | iii                |
| 6  |             | Древние горные крепости в Центральной Корее: а) Самнёнсансон б) Сандансансон в) Мирыксансон г) Чхунджусансон д) Чанмисансон е) Токчусансон ж) Ондальсансон | Провинция: Чхунчхон-Пукто Города Чечхон, Чхонджу, Чхунджу; уезды Квесан, Поын, Танян                                            | V век          | 2010                                  | 5488 | iii, iv, v         |
| 7  |             | Болото Упо | Провинция: Кёнсан-Намдо Уезд: Чханнён Волость: Юомён                                                                            | —              | 2011                                  | 5576 | vii, x             |
| 8  |             | Наганыпсеон, городская крепость и деревня | Провинция: Чолла-Намдо Город: Сунчхон Волость: Наганмён Деревни: Доннэри, Сонэри, Намнэри                                       | 1397           | 2011                                  | 5598 | iii, iv, v, vi     |
| 9  |             | Деревня Веам | Провинция: Чхунчхон-Намдо Город: Асан Волость: Сонакмён Деревня: Веамри                                                         | XVI век        | 2011                                  | 5599 | iii, iv, v, vi     |
| 10 |             | Городская стена Сеула | Город: Сеул Район: Чонногу Квартал: Нусантон                                                                                    | XIV—XIX века   | 2012                                  | 5781 | ii, iii, iv, vi    |
| 11 |             | Каменные изваяния Будды и пагоды храма Унджуса | Провинция: Чолла-Намдо Уезд: Хвасун                                                                                             | X—XI века      | 2017                                  | 6171 | i, iii, iv         |
| 12 |             | Руины храма Хвэамса в городе Янджу | Провинция: Кёнгидо | XIV век        | 2022                                  | 6617 | iii                |